# Servantes de Saint Joseph de Varèse
Ne doit pas être confondu avec Servantes de Saint Joseph.
Les Servantes de Saint Joseph de Varèse sont une congrégation religieuse féminine d'œuvre sociale de droit pontifical.

## Histoire
Pour résoudre les problèmes des jeunes femmes de la campagne venant en ville, sans défense et sans ressources, à la recherche d'un travail comme domestique, le Père Charles Sonzini (1878-1957) ouvre à ses propres frais la maison Saint Joseph qui les accueille, leur donne un enseignement et les place. Avec une partie de ses jeunes femmes, il fonde en 1934 la pieuse union des servantes de Saint Joseph, dont le règlement est approuvé par l'archevêque en 1941.
La congrégation obtient l'approbation diocésaine du cardinal Schuster en 1951. Grâce à l'aide des sœurs, Don Sonzini accueille des réfugiés politiques et des juifs pendant les années du fascisme et de la Seconde Guerre mondiale. L'institut reçoit le décret de louange en 1972.

## Activités et diffusion
Les sœurs se consacrent à l'aide des travailleuses.
Elles sont présentes en Lombardie et dans le Piémont avec la maison-mère à Varèse.
En 2017, la congrégation comptait 28 sœurs dans 6 maisons.